# Hokuzan

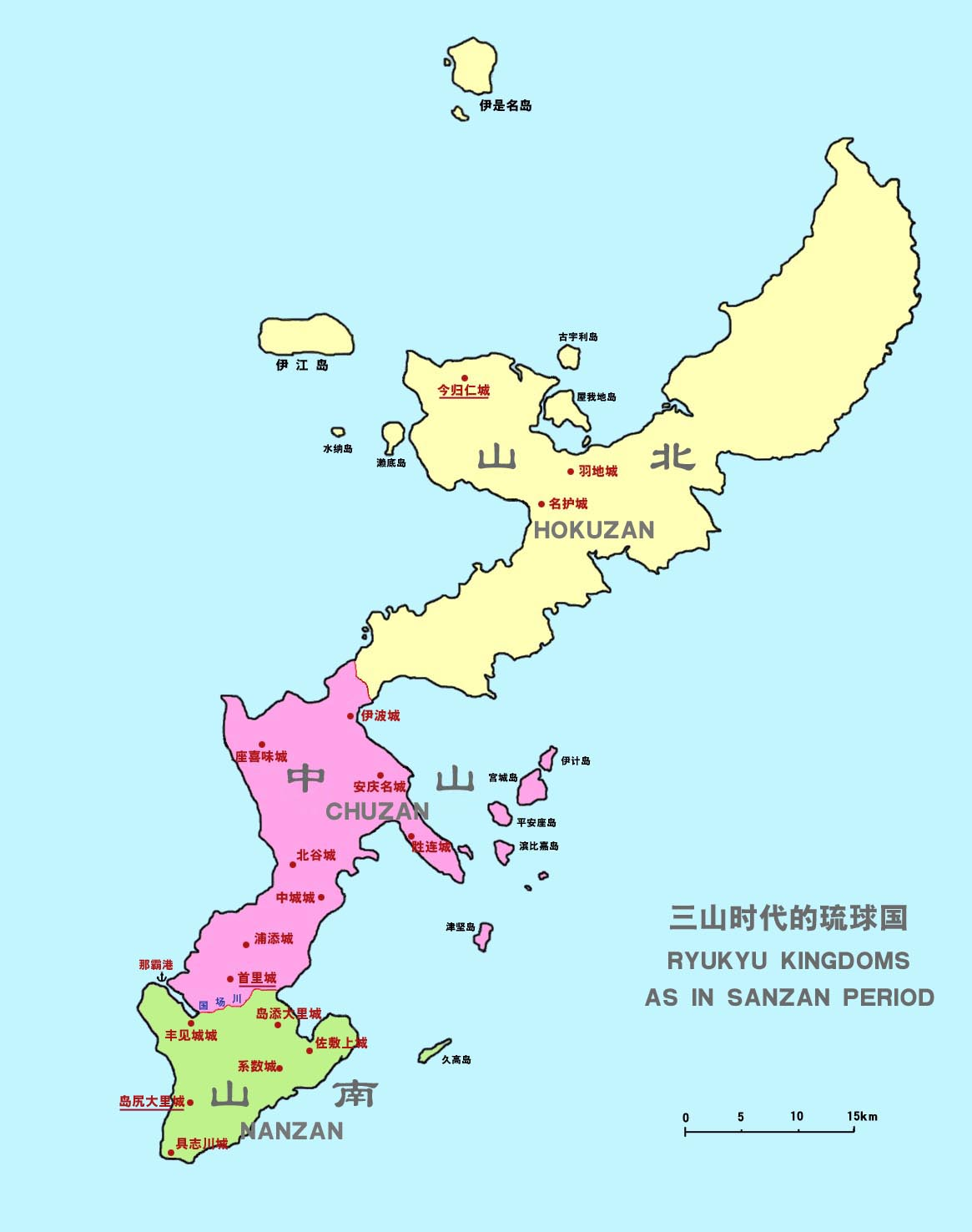
Carte des trois royaumes (Sanzan) d'Okinawa, avec Hokuzan en jaune.

Hokuzan ((北山), est un des trois royaumes qui contrôlent l'archipel Okinawa au XIVe siècle. Okinawa, précédemment contrôlée par un certain nombre de chefs  ou seigneurs locaux faiblement liés par un chef suprême ou roi de l'île, est divisée en trois royaumes plus solidement définis quelques années après 1314. C'est ainsi que commence l'époque Sanzan, qui se termine à peu près un siècle plus tard lorsque Shō Hashi, roi de Chūzan conquiert Hokuzan en 1419 et Nanzan en 1429.

## Histoire
Hokuzan est créé en 1314 lorsque Tamagusuku hérite de son père Eiji du rôle de chef de tout Okinawa. Il n'a cependant pas les qualités de charisme ou de dirigeant pour commander la fidélité de tous les seigneurs locaux, aussi le seigneur de Nakijin, l'un des nombreux et puissants chefs locaux, fuit vers le nord avec un certain nombre de chefs de moindre importance qui lui sont fidèles, et s'établit au château de Nakijin (Nakijin gusuku). Un autre puissant chef fuit au sud et établit le royaume de Nanzan, ne laissant à Tamagusuku le contrôle que de la partie centrale de l'île, qui devient ainsi le royaume de Chūzan.
Bien que Hokuzan est le plus grand des trois royaumes, il est aussi le plus pauvre et celui qui a la plus faible densité de population. Une grande partie de ses terres est sauvage et ses quelques villages agricoles ou de pêcheurs sont plus primitifs que ceux des deux autres royaumes. Le château de Nakijin (城 gusuku) se tient sur un affleurement de la péninsule de Motobu, avec des falaises de raideur variable sur chaque côté. Les ruines qui subsistent aujourd'hui indiquent le développement d'une communauté de taille moyenne constituée autour du château, dont les résidences pour les vassaux du roi, et trois sanctuaires (拝所 uganju) de la religion autochtone dans les murs du château.
En plus de ses lacunes dans l'agriculture et la pêche, Hokuzan souffre, par rapport à Chūzan, de l'inconvénient de ne disposer d'aucun port pour égaler Naha (O. Nāfa). Une petite jonque de commerce utilise l'entrée sous le promontoire du château comme quai. Néanmoins, le royaume du nord est engagé à proportion de sa taille dans le commerce avec la plupart des autres États de la région, y compris Java, Sumatra et le royaume d'Ayutthaya du Siam. Chūzan entre dans une relation tributaire avec la dynastie Ming de Chine en 1372 et Hokuzan et Nanzan obtiennent un statut commercial similaire peu de temps après.
Pendant les trente années qui suivent environ, seulement neuf missions d'hommage sont envoyées de Hokuzan en Chine; Nanzan en envoie dix-neuf et Chūzan cinquante-deux. Hokuzan n'envoie par non plus d'étudiants en Chine comme Chūzan le fait.
Environ vingt ans après, dans les années 1390, les rois des trois royaumes meurent en quelques années et les conflits de succession éclatent à travers l'île. Des événements similaires ont lieu à Nankin en même temps, avec la mort de l'empereur Ming Hongwu en 1398. Auparavant, la Chine n'a jamais reconnu un chef d'État à Okinawa, mais maintenant les trois royaumes envoient des émissaires et rivalisent pour le prestige, la richesse et la puissance qui viendraient avec la faveur de la Chine. Aucune réponse ne parvient de Chine pendant onze ans. En 1406, Bunei, roi de Chūzan, est officiellement investi dans sa position de souverain par des représentants de la Cour des Ming. Jamais les rois de Hokuzan ne jouiront de ce privilège.
En raison de ses avantages économiques et politiques, Hokuzan représente une menace militaire non négligeable pour Chūzan, et ce depuis sa création. Dans les années 1410 cependant, les différends entre les vassaux du roi de Hokuzan affaiblissent le royaume et en 1416, Chūzan trouve une occasion de frapper après que trois de ces vassaux (anji) ont fait défection. Après une défense acharnée, le château de Nakijin tombe et le roi et ses proches vassaux se suicident. Shō Hashi, roi de Chūzan, nomme son frère gardien de Hokuzan en 1422, poste qui subsistera pendant de nombreuses années, disposant de peu de puissance globale, mais qui sert à maintenir l'ordre dans le nord, au nom de la cour de Chūzan à Shuri.
| Nom           | Kanji  | Règne       | Lignée ou dynastie | Notes                                                   |  |
| ------------- | ------ | ----------- | ------------------ | ------------------------------------------------------- |  |
| Haniji/Haneji | 怕尼芝 | 1322?-1395? | Lignée Haniji      | Haniji, seigneur de Nakijin fonde le royaume de Hokuzan |  |
| Min           | 珉     | 1396?-1400  | Haniji Line        |                                                         |  |
| Hananchi      | 攀安知 | 1401?-1416  | Haniji Line        | Shō Hashi, Roi de Chūzan conquiert Hokuzan en 1416.     |  |